# Puttemansia stromaticola
Puttemansia stromaticola är en svampart som först beskrevs av Henn., och fick sitt nu gällande namn av Rossman 1987. Puttemansia stromaticola ingår i släktet Puttemansia och familjen Tubeufiaceae.   Inga underarter finns listade i Catalogue of Life.